# 致我們單純的小美好 (泰國電視劇)
《致我們單純的小美好》（皇家轉寫：Phro Thoe Khue Rak Raek），是GMMTV与洞察娱乐联合製作的泰國愛情劇。劇情改編自作家趙乾乾的同名小說。由吉拉瓦·蘇提瓦尼沙克（Dew）和查妮甘·唐卡伯緹（Prim）領銜主演。此劇於2024年6月3日起每周一至二晚8时30分在GMM 25電視台播出。
GMMTV在2023年11月22日發佈會「Diversely Yours」上公開先導預告片。

## 劇情簡介
Chadjen和Som-O是青梅竹馬，他們整段童年生活都形影不離。Som-O從學生時代便開始追求Chadjen，但高冷的Chadjen卻不為所動。在高中畢業後，他們被派進不同大學，兩人關係開始疏離。長大後，Chadjen成為了醫生而Som-O則是畫家。直到Tao對Som-O展開激烈追求，Chadjen才意識到原來自己一直都喜歡着Som-O。於是，Chadjen開始面對自己內心並與Som-O成為戀人。

## 演員陣容

### 主要人物
- 吉拉瓦·蘇提瓦尼沙克（Dew）飾演 Chadjen
- 查妮甘·唐卡伯緹（Prim）飾演 Som-O

### 其他人物
- 柴·尼姆塔瓦特（Neo）飾演 Tao
- 帕妮薩拉·楊（Emma）飾演 Khao
- 杨斯维 (Pentor）飾演 New

## 剧集原声带
| 《致我们单纯的小美好》剧集原声带 | 《致我们单纯的小美好》剧集原声带 | 《致我们单纯的小美好》剧集原声带 | 《致我们单纯的小美好》剧集原声带 |
| 曲序                             | 曲目                             | 演唱者                           | 时长                             |
| -------------------------------- | -------------------------------- | -------------------------------- | -------------------------------- |
| 1.                               | It's You（主题曲）               | 吉拉瓦·蘇提瓦尼沙克              | 4:42                             |

## 外部連結
- GMM25官方網站 （页面存档备份，存于）（泰文）
- GMMTV官方網站（泰文）
- YouTube上的《致我們單純的小美好》播放列表
- MyDramaList劇集介紹及劇評 （页面存档备份，存于）（英文）
- 豆瓣电影上《致我們單純的小美好》的資料 （简体中文）
- 互联网电影数据库（IMDb）上《致我們單純的小美好》的资料（英文）